# Sphenia binghami
Sphenia binghami är en musselart som beskrevs av Turton 1822. Sphenia binghami ingår i släktet Sphenia och familjen sandmusslor. Arten är reproducerande i Sverige. Inga underarter finns listade i Catalogue of Life.